# Таншапагы
Таншапагы (каз. Таңшапағы, до 199? г. — Утренняя Заря) — упразднённое село в Кармакшинском районе Кызылординской области Казахстана. Упразднено в 2018 г. Входило в состав Акжарского сельского округа. Код КАТО — 434635200.

## Население
В 1999 году население села составляло 28 человек (15 мужчин и 13 женщин). По данным переписи 2009 года, в селе проживали 62 человека (34 мужчины и 28 женщин).